# Шейх-Ахмед
Шейх-Ахмед (умер в 1528) — последний хан Большой орды, сын хана Ахмата, убитого вскоре после неудачного похода на Русь. После гибели отца первым сумел занять ханский престол и дольше всех боролся за власть.
Причина его возвышения видимо в том, что после убийства Ахмата его бекляри-бек Тимур мангыт сумел найти в степи старших детей хана Муртазу и Сайид-Ахмада и скрылся с ними в Крыму. Крымский хан Менгли I Герай охотно принял беглецов, но относился к ним скорее как к почётным пленникам, чем к гостям или союзникам.
Сибирский хан Ибак и ногайские мурзы Муса и Ямгучи, убившие Ахмата в результате внезапного набега, не пытались захватить власть в Сарае. Они не имели достаточной поддержки среди ордынской знати. Возник вакуум власти, в результате ханом был провозглашен единственный реальный и легитимный претендент Шейх-Ахмед, что произошло в конце 1481 или в 1482 году.
Его старшие братья в 1485 году попытались бежать из Крыма, Менгли-Гирею удалось захватить Муртазу, но Сайид-Ахмату вместе с Тимур мангытом удалось бежать в Дешт-и-Кипчак. Там он был также провозглашен ханом Большой Орды, но до конфронтации между братьями дело не дошло.
В том же или в следующем году Сайид-Ахмат и Тимур мангыт внезапно напали на Менгли-Гирея, когда он распустил основное войско. Им удалось освободить Муртазу, но осада столицы, которую оборонял Менгли-Гирей оказалась безрезультатной. Братья разорили Эски-Кырым и пытались захватить турецкую Кафу. Не добившись особых успехов, при отступлении из Крыма они были атакованы Менгли-Гиреем, который уже успел мобилизовать силы и отбил у братьев всех пленников.
Несмотря на отступление из Крыма, братья чувствовали себя победителями, и Муртаза провозгласил себя ханом. В это время в степи было уже три хана, но до столкновения дело не доходило.
В 1486 году Муртаза сделал попытку лишить престола Менгли-Гирея с помощью его старшего брата Нур-Девлета, который в это время находился в Москве то ли в почётном плену, то ли на службе у Ивана III и в этом году был посажен Касимовским ханом. Муртаза направил письма Нур-Девлету и Ивану с послом Шах-Баглулом, но Иван перехватил оба письма и не желая разрывать отношений с верным союзником Менгли-Гиреем, отправил письма ему. После этого с целью предотвращении враждебных действий на южные рубежи Иван III выдвинул войско под командованием того же Нур-Девлета.
Неуспех этой авантюры сильно подорвал авторитет Муртазы. Его брат Сайид-Ахмат всё более сближается с Шейх-Ахмедом. В 1490 году Шейх-Ахмед и Сайид-Ахмат предпринимают попытку захвата Крыма. Они усыпляют бдительность Менгли-Гирея переговорами, а затем внезапно нападают на Крым со своим союзником Астраханским ханом Абд ал-Керимом. Они разоряют северные земли Крыма, после чего отступают на нижний Днепр. Менгли-Гирей быстро отмобилизовал свои силы, получил 2000 янычар от турецкого султана Баязида II, а Иван III двинул на юг войско под командованием казанского хана Мухаммед-Амина и нового Касимовского хана Сатылгана, сына Нур-Девлета. Братья срочно отступили в свои владения.
Баязид II, видимо, намеревался отправить против ордынцев войска, чтобы наказать их за нападение на его верного вассала. Тогда Муртаза послал ему послание, в котором говорил, что в Крым он не ходил, что во всём виноват Сайид-хан и что тот раскаивается в своём поступке. Успокоенный мирными заверениями, Баязид не стал начинать карательной операции.
Однако авторитет Шейх-Ахмада снизился. Астраханский хан Абд-ал Керим напал на ногайские кочевья с целью грабежа. В результате этого отношения Шейха-Ахмада с Мангытским юртом резко ухудшились, гнев бия мангытов Мусы обратился и на союзников Абд-ал Керима. Коалиция ногайских князей Мусы и Ямгурчи и сибирского хана Ибака, которые в своё время убили хана Ахмата, вновь ставила целью свергнуть его детей и привести к власти Ибака. Ибаку с его сыном Мамуком удалось на какое-то время захватить власть в Поволжье. Он даже пытался вступить в переговоры с Иваном III предлагал союз и просил отпустить Ильхама, бывшего Казанского хана. Но Иван получил послание только в ноябре 1493 года, когда ногайцы и Ибак уже покинули Поволжье. Дело в том, что Менгли-Гирей, вопреки обещаниям, не прислал на помощь войска и дети Ахмата в союзе с астраханцами вытеснили ногайцев.
Шейх-Ахмат для улучшения отношений с ногайцами в 1493 году поспешил жениться на дочери Мусы, что вызвало негативную реакцию ордынской знати, которая свергла его и поставила ханом Муртазу. При этом его соправитель Сайид-хан и беклярибек Хаджике мангыт остались на своих местах. Однако уже в июне 1494 года Шейх-Ахмат вернул власть, а Муртаза и бекляри-бек Хаджике скрылись на Тереке у черкесов. Новым беклярибеком был назначен Таваккул, сын Тимур мангыта, бывшего беклярибеком ещё у Ахмата. Сайид-хан оставался соправителем, но после этого в политике активного участия не принимал.
Шейх-Ахмед в 1496 году в поисках союзников обратился к литовскому князю Александру Ягеллону. Тот согласился на союз, предлагая, в свою очередь, заменить на крымском престоле Менгли-Гирея, его братом Уз-Тимуром, который был у литовцев. Но посольство Александра перехватили крымцы. Менгли Гирей отослал письмо Александра в Москву. Контакты пришлось прекратить, до тех пор, пока Шейх-Ахмед не откочует ближе
В 1497 году Шейх-Ахмед отправил как посла своего брата Хаджи-Ахмата (Хожак-султан, Хаджике). На этот раз Александр уклонился от ответа, так как вёл переговоры с Менгли-Гиреем.
В 1498 году направляется новое посольство, но Александр даже не принял послов, так как он вел переговоры с послами Муртазы, который просил убежища в Литве. В 1498 году черкесы совершили налет на владенья хана, нанеся серьёзный урон, это было ответом на его попытки переселиться в Прикубанье.
В 1500 году сильная засуха и бескормица в Поволжье вынуждает Шейх-Ахмеда искать более плодородные земли. Он откочевывает в Приднепровье, но Менгли-Гирей уже укрепил эти земли крепостями, снабженными турецкой артиллерией. Шейх-Ахмед пытается решить вопрос миром, вступает в переговоры в Менгли-Гиреем, турецким наместником в Кафе шахзаде Мухаммадом, наконец с самим Баязидом II, но турки отсылают его к Менгли-Гирею, а от него он, естественно, получает отказ. В это время его люди, подгоняемые голодом, массово переходят на службу крымскому хану.
Зимой 1500—1501 годов Шейх-Ахмед готовит нападение на Крым, он призывает своих братьев Сайид-хана и даже Муртазу, а также старого союзника астраханского хана Абд ал-Керима. Александр оказал ему финансовую помощь, прислав 30000 червонцев. Однако к Шейх-Ахмеду присоединился только Сайид-хан.
Братья встретились у впадения в Дон реки Сосна. Менгли-Гирей со своими войсками уже ожидал их. Братья встали укреплённым лагерем, но между ними произошла ссора, в результате которой Сайид-хан и ещё один брат Бахадур-султан покинули лагерь. С Шейх-Ахмедом остались братья Хаджи-Ахмад (калга-наследник) и Джанай, а также бекляри-бек Таваккул.
Причина ссоры нелепа, но характерна для отражения нравов. Люди Шейх-Ахмеда выкрали из лагеря Сайид-хана двух богатых торговцев, видимо для выкупа. Когда Сайид-хан направил к брату гонца с требованием освободить людей, тот приказал казнить гонца.
Хотя силы Шейх-Ахмеда сократились, он смог привлечь на свою сторону ногайцев, пригласив их пограбить Крым. Менгли-Гирей просил у Ивана III прислать 10 000 воинов с пушками и пищалями, но тот уклонился. В результате Менгли-Гирей отступил в Крым, оставив пастбища Приднепровья ордынцам, чего и добивался Шейх-Ахмед.
Шейх-Ахмед, чтобы поправить материальное положение своих подданных совершил налет на Рыльск и Новгород-Северский, не глядя на то, что это города литовских союзников. После этого он стал требовать у Александра передачи ему Киева, намереваясь посадить там Глинских, как потомков Мамая. Переговоры затянулись, и было потеряно драгоценное время.
Иван, узнав о нападении на Литву, предложил хану союз. Позднее хан представлял это как признание Иваном своего «холопства». Казалось, возрождается величие ордынского государства. Однако в 1501—1502 году продолжалась засуха, а зимой были сильные морозы. Подданные переходили в Крым уже целыми родами.
Баязид предложил хану откочевать на южный Буг, но турецкий посол был схвачен и убит подданными хана. Это вызвало гнев Стамбула. В мае 1502 года Менгли-Гирей выступил из Крыма против Орды. Шейх-Ахмед в это время строил укрепления на Суле. Его подданные массово переходили на сторону крымцев. Менгли-Гирей разгромил Шейх-Ахмеда и прошел по всем его землям, завершив поход символическим сожжением Сарая. С этого момента крымские ханы называли себя повелителями Великого улуса.
Шейх-Ахмед с отрядом в 300 человек сначала укрылся в Астрахани, но видимо, не поладив с ханом покинул город и остановился около него. В 1503 году он просил Ивана помочь ему захватить Астрахань в обмен на отказ от союза с Литвой. И в июне же 1503 года направил посольство в Вильно с дарами и предложением союза. От Ивана ответа на посольство не было.
Шейх-Ахмед возобновил союз с ногаями, которыми после смерти Мусы правил его брат Ямгурчи. Шейх-Ахмед лично явился к ногайскому бию и получил у него войска под командованием своего шурина, сына Мусы Султан-Ахмета, с которыми стал осаждать Астрахань. Астрахань оборонял кроме Абд ал-Керима родной брат Бахадур-Султан. Однако под давлением Ивана III ногайцы оставили хана, после чего его положение стало безвыходным.
Шейх-Ахмед бежал на запад. В августе 1504 года, достигнув турецких владений, он писал султану с просьбой предоставить убежище. Но султан предложил ему покинуть свои владения.
В конце 1504 года хан оказался в Киеве, где его арестовал воевода Дмитрий Путятич. Он отправил хана к Александру, который к этому времени стал и королём Польши. В 1505 году польский сейм в Бресте судил хана за нападение на литовские земли. Видимо на суде он оправдался, так как при дворе Александра он содержался как почётный гость.
После смерти Александра Ягеллона, которого сменил Сигизмунд I, отношение к пленнику в целом ухудшилось. Он предпринял попытку бежать из Польши. Его поймали и заключили в Ковно, где в 1466 году умер Сайид-Ахмат-хан, внук Тохтамыша. Спутники Шейх-Ахмеда были проданы в рабство и только часть их выкуплена служившими в Литве и Польше родичами. Сигизмунд в своём послании Гирею, писал об этих событиях, трактуя их, как знак дружбы к крымскому хану. На протяжении многих лет условия содержания хана неоднократно менялись, его то приглашали ко двору, то вновь отправляли в заключение.
Ногайцы неоднократно обращались к Сигизмунду с просьбой освободить Шейх-Ахмета. Не дождавшись его освобождения они осенью 1514 года провозгласили ханом его калгу и младшего брата Хаджике. Произошло это на Тереке в присутствии братьев Хаджике Муртазы, Музаффара и ногайской знати. Акт этот был нужен ногайскому бию Шейх-Мухаммеду, который назначался беклярибеком при хане Большой орды, что существенно поднимало его статус. Однако в 1519 году Шейх-Мухаммад был разбит казахами, а затем убит астраханским ханом Джанибеком и Хаджике лишился своего министра-покровителя.
Сигизмунд использовал Шейх-Ахмеда для угроз крымскому хану, что он выпустит его. Такие угрозы были в 1521, 1523 и 1524 году. В 1524 году в Литве с просьбой освобождения было ногайское посольство от нового бия Агиша, сына Ямгурчи. Тогда Крым, считая вопрос решенным, начал новую войну с королём и освобождение хана затянулось ещё на 3 года.
Шейх-Ахмед был освобожден в 1527 году, в Киеве его встречали сохранившие верность сторонники. Оттуда он прибыл к Хаджи-Тархану, где и разбил лагерь. Его освобождение вызвало беспокойство в Крыму. В условиях напряженной борьбы за власть ожидалось, что кто-нибудь из конкурентов, захочет усилиться вступив в союз с Шейх-Ахмедом. Действительно, Ислям Герай сын Мухаммад Герая пошёл на такие контакты, но правитель Крыма Саадет I Герай пошел на уступки, назначив Ислам Гирея калгой-султаном. Поэтому союз Шейх-Ахмеда с кем-либо из крымской знати не состоялся.
Астраханское княжество сотрясали междоусобицы. По некоторым сведениям, Шейх-Ахмед по приглашению местной знати занимал астраханский престол в 1527—1528 годах. Видимо его достаточно авторитетная фигура позволяла на какое-то время погасить внутренние раздоры. У него были отношения с Василием III, о чём известно из письма к крымскому хану, где Василий оправдывается тем, что сношения началась по инициативе Шейх-Ахмеда. В 1528 году Шейх-Ахмеда был убит или умер.
Сын Шейх-Ахмеда Узбек (Азубек-султан) жил в Литве и был главным судьёй в спорах между жившими там татарами. У него в свою очередь было три сына Бахадур-султан, Джанай и Чингиз, которые назывались царевичами Острынскими. В 1549 году Джанай позволил ногайскому бию Юсуфу провозгласить себя ханом, с тем, чтобы Юсуф был при нём беклярибеком. Он был, видимо, последним провозглашённым ханом Большой орды. Но эта авантюрная затея не получила развития. Не известно, сколько он пробыл в степи, но уже в 1555 году Джанай умер в Литве.
Другой сын хана Шейх-Хайдар постоянно находился при отце. По некоторым предположениям он был астраханским ханом между 1537 и 1542 годами. Он имел сына Дервиша-Али, который находился на московской службе и был последним ханом Астрахани.